# Henrietta Csiszár
Henrietta Csiszár (* 15. Mai 1994 in Hajdúnánás) ist eine ungarische Fußballnationalspielerin.

## Karriere
Csiszár startete ihre Karriere im Alter von 10 Jahren bei Hajdúnánás FK. Nachdem sie die F- bis C-Jugend durchlaufen hatte, wechselte sie zum Ferencvárosi Torna Club. In Ungarns Hauptstadt stieg sie im Spätherbst 2008 in die Női NB I auf und wurde in der Saison 2010/11 Mannschaftskapitänin. Csiszár lief zwischen 2008 und Dezember 2011 in 60 Ligaspielen auf und erzielte 27 Tore, bevor sie im Januar 2012 zu Belvárosi NLC wechselte. Nach 17 Toren in nur 13 Spielen kehrte sie in Ungarns höchste Frauenfußballliga zurück und wechselte im Februar 2013 zum amtierenden Meister MTK Budapest. Nach einem Jahr beim deutschen Zweitligisten 1. FC Lübars wechselte Csiszár zur Saison 2016/17 zum Bundesligisten Bayer 04 Leverkusen.

### Nationalmannschaft
Seit Januar 2012 gehört Csiszár zum Kader der ungarischen Frauenfußballnationalmannschaft. Sie spielte ihr A-Länderspieldebüt am 29. Februar 2012 im Rahmen des Algarve-Cups gegen Irland. Csiszár spielte seither in 125 Länderspielen für Ungarn und erzielte 22 Tore.

### Futsalkarriere
Csiszár lief zudem in der Női futsal NB II für Rubeola FC Csömör, Dunakeszi Kinizsi Futsal Klub Kft und Debreceni Egyetem Atlétikai Club auf.

## Erfolge
- Aufstieg in die Bundesliga 2018 (mit Bayer 04 Leverkusen)